# جان-بابتيست أبيل
جان-بابتيست أبيل هو محامي وسياسي فرنسي، ولد في 12 يناير 1863 في تولون في فرنسا، وتوفي بنفس المكان في 30 سبتمبر 1921. نشط حزبياً في التحالف الجمهوري الديمقراطي. وقد انتخب عضو المجلس العام ‏ وانتخب نائب فرنسي.